# Vaux-Marquenneville
Vaux-Marquenneville (picardisch: Veux-Martchéneville) ist eine nordfranzösische Gemeinde mit 80 Einwohnern (Stand 1. Januar 2022) im Département Somme in der Region Hauts-de-France. Die Gemeinde liegt im Arrondissement Abbeville und ist Teil der Communauté d’agglomération de la Baie de Somme und des Kantons Gamaches.

## Geographie
Die Gemeinde liegt im Nordnordosten von dem rund 3,5 Kilometer entfernten Oisemont und unmittelbar an dessen Gebiet anstoßend sowie rund zehn Kilometer westlich von Hallencourt. Der Ortsteil Marquenneville liegt im Nordwesten von Vaux. Das Gemeindegebiet gehört zum Regionalen Naturpark Baie de Somme Picardie Maritime.

## Geschichte
Vaux war im Mittelalter ein Gut des Templerordens. Die Herrschaft über den Ort lag bei der Familie de Riencourt. Um 1801 schlossen sich Vaux und Marquenneville zu einer einheitlichen Gemeinde zusammen.
Im Zweiten Weltkrieg wurde von deutschen Truppen ab 1943 auf der Höhe von Marquenneville eine Raketenabschussbasis errichtet, die bei einem Bombenangriff im Juni 1944 zerstört wurde.
Die Gemeinde wurde mit dem Croix de guerre ausgezeichnet.

## Einwohner
| 1962 | 1968 | 1975 | 1982 | 1990 | 1999 | 2006 | 2011 |
| ---- | ---- | ---- | ---- | ---- | ---- | ---- | ---- |
| 74   | 78   | 75   | 62   | 72   | 67   | 78   | 75   |

## Sehenswürdigkeiten
- Mariä-Himmelfahrts-Kirche aus dem 16. Jahrhundert mit Grab der Familie Riencourt
- Herrenhaus mit Corps de logis und Taubenhaus aus dem 17. Jahrhundert
- Kalvarienberg
- Kriegerdenkmal

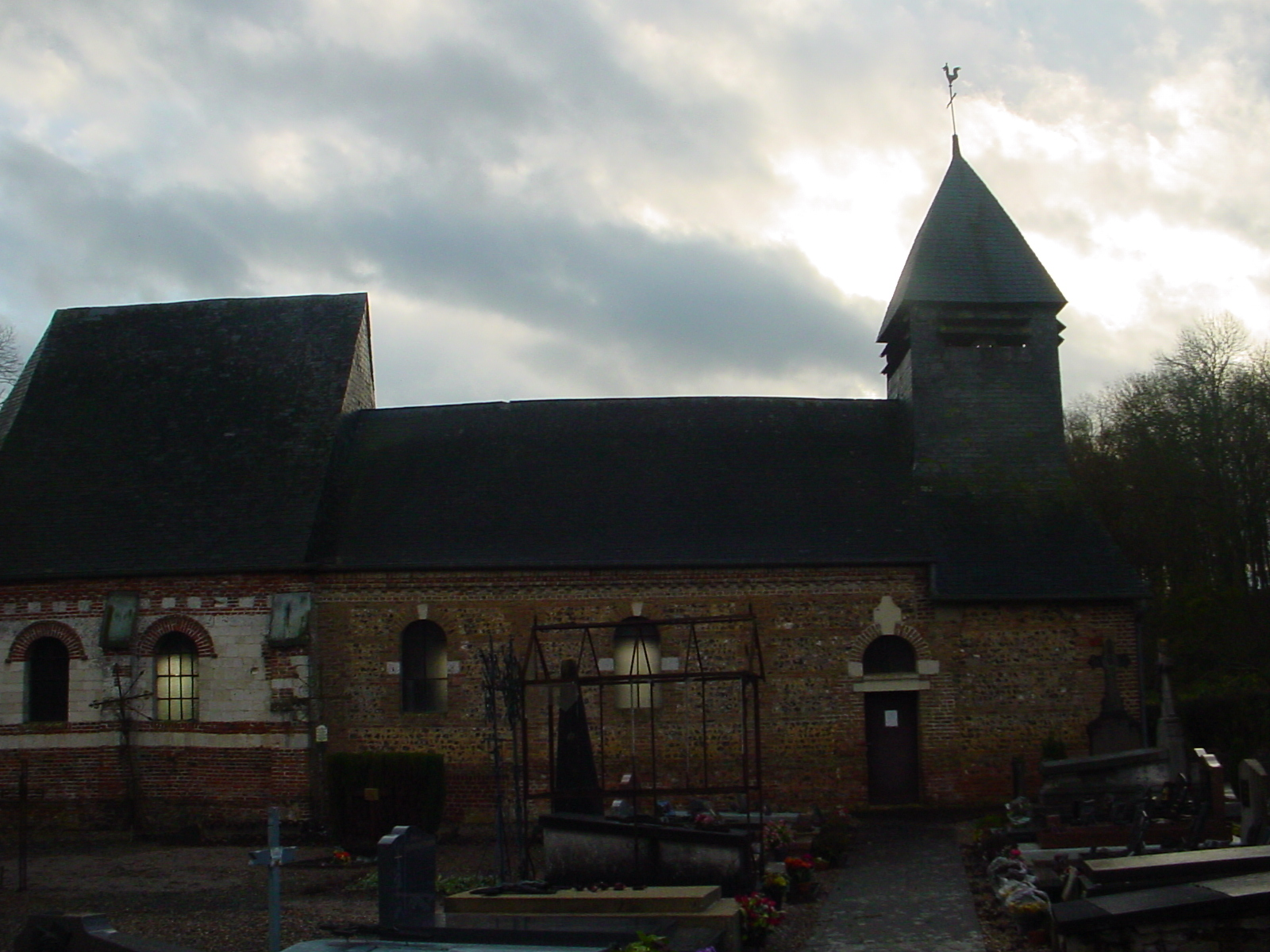
Nordfront der Kirche
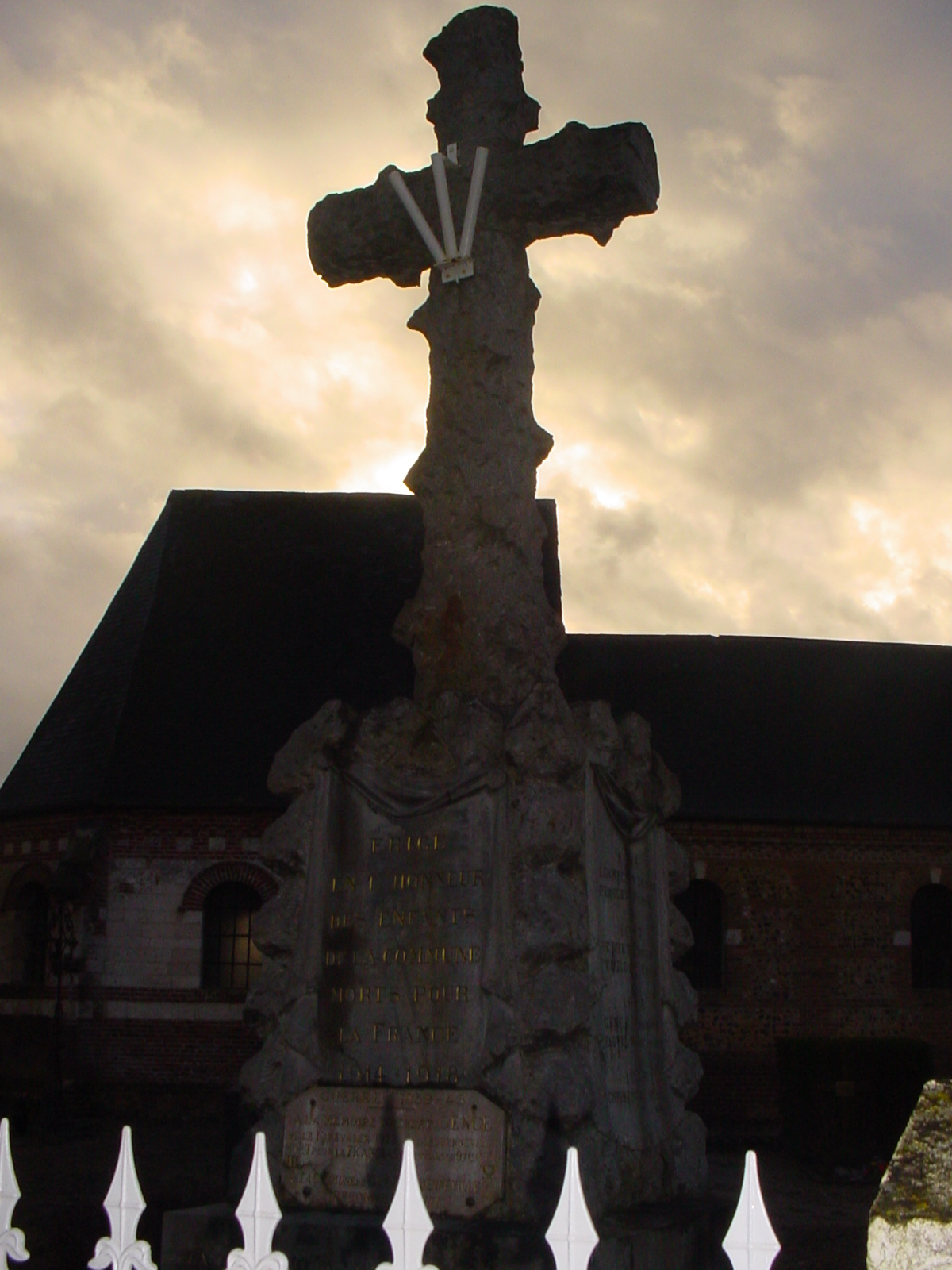
Kriegerdenkmal
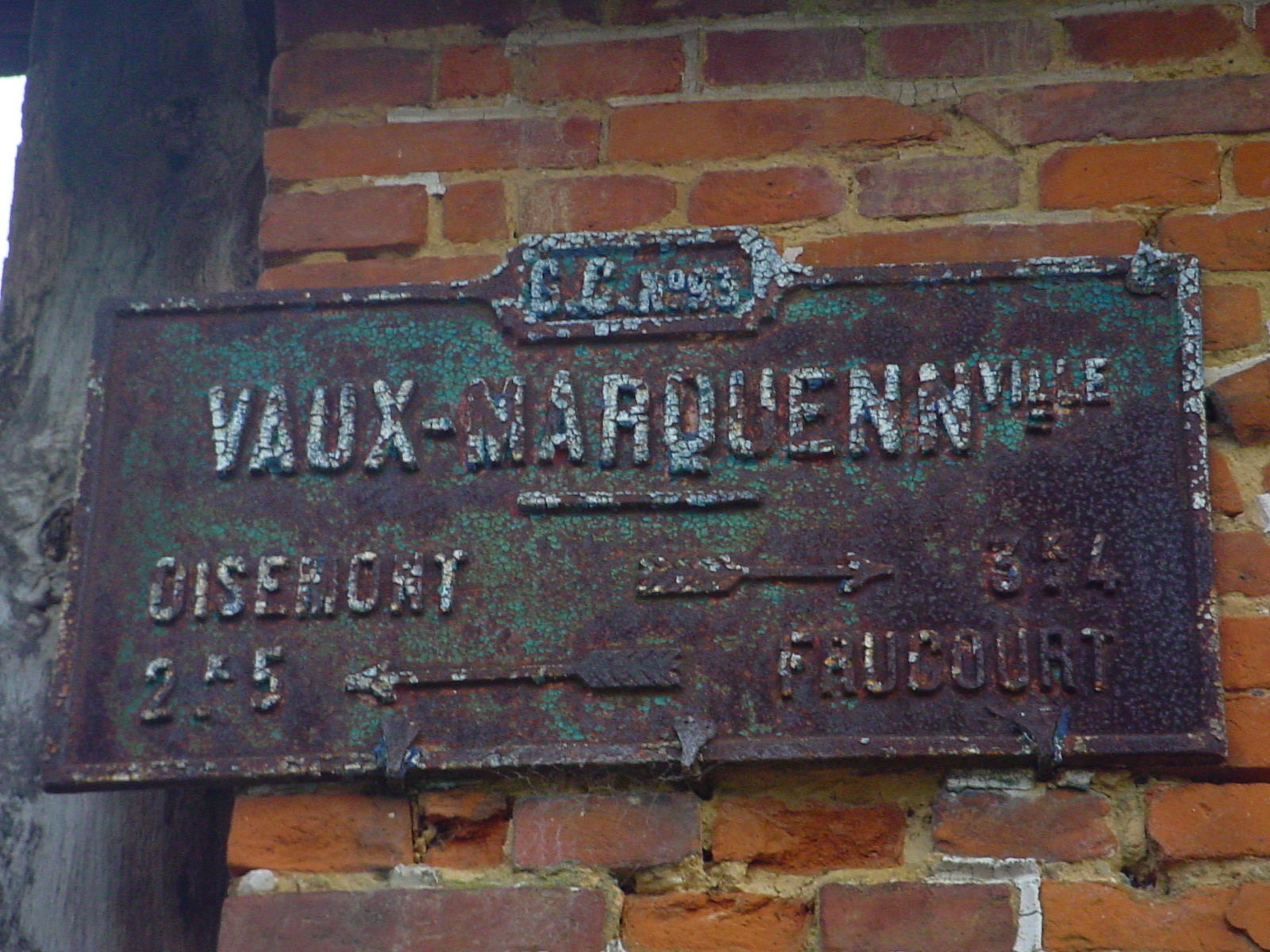
Alter Wegweiser an der Départementsstraße